# Thouars-sur-Garonne
Thouars-sur-Garonne – miejscowość i gmina we Francji, w regionie Nowa Akwitania, w departamencie Lot i Garonna.
Według danych na rok 1990 gminę zamieszkiwały 194 osoby, a gęstość zaludnienia wynosiła 48 osób/km² (wśród 2290 gmin Akwitanii Thouars-sur-Garonne plasuje się na 983. miejscu pod względem liczby ludności, natomiast pod względem powierzchni na miejscu 1481.).